# Редмен, Родерик Оливер
Родерик Оливер Редмен (англ. Roderick Oliver Redman, 1905—1975) — английский астроном.

## Биография
Родился в Глостершире, образование получил в Кембриджском университете, где учился у А. С. Эддингтона и Ф. Дж. Стрэттона. В 1928—1931 работал в Астрофизической обсерватории в Виктории (Канада). В 1931—1937 — заместитель директора Обсерватории солнечной физики в Кембридже, в 1937—1947 — сотрудник Рэдклиффской обсерватории в Претории (Южная Африка). В 1947—1972 — профессор астрофизики и директор обсерваторий Кембриджского университета (завершил объединение университетской обсерватории и Обсерватории солнечной физики, оснастил их новыми инструментами). Член Лондонского королевского общества (1946).
Основные труды в области наблюдательной астрофизики. Занимался изучением вращения Галактики по лучевым скоростям звёзд, фотометрией галактик, в особенности эллиптических. Исследовал изменения профилей фраунгоферовых линий по диску звезды путём спектральных наблюдений затменных систем в различных фазах затмений. Изучал хромосферу Солнца, участвовал в экспедициях для наблюдения полных солнечных затмений в Канаду (1932), Японию (1936), Южную Африку (1940), Хартум (1952), Швецию (1954). Большой цикл работ посвящён фотометрии звёзд. Разработал метод узкополосной многоканальной фотометрии. Уделял много внимания улучшению методики спектральных и фотометрических наблюдений, повышению их точности. Сконструировал ряд астрономических спектрографов. Принимал участие в создании 3,8-метрового англо-австралийского телескопа, в разработке проекта крупной британской обсерватории в Северном полушарии.
В его честь назван астероид № 7886.